# Тараси (селище, Великолуцький район)
Тараси (рос. Тарасы) — селище у Великолуцькому районі Псковської області Російської Федерації. Входить до складу Шелковської волості.

## Географія
Село розташоване на річці Кунья (притока річки Ловать), на північному сході району, за 49 км на північний схід від райцентру Великі Луки.
На захід від селища розташоване однойменне село Тараси.

## Клімат
Клімат селища помірно-континентальний, з м'якою зимою та теплим літом. Опадів більше випадає влітку і на початку осені.

## Історія
До 10 грудня 2014 року селище входило до складу Букровської волості.

## Населення
Станом на 2010 рік чисельність населення села — 42 особи.
| 2000 | 2010  |
| 242  | ↘ 179 |